# Helicón (mitología)
En la mitología griega Helicón era el dios que personificaba el monte homónimo, entre el Parnaso y el Citerón, en Beocia. Como la mayoría de los ourea, Helicón era hijo partenogénito de Gea, y se le representaba como un anciano con grandes barbas encaramado a las rocas de su cima.
Oto y Efialtes fueron sus primeros habitantes, y lo consagraron a las musas, siendo por tanto un lugar muy utilizado para sus torneos de cantos y artes. En él tenían las nueve diosas dos fuentes consagradas: Aganipe e Hipocrene, y algunos templos a ellas dedicados, por lo que recibían el epíteto de heliconíadas. El monte Helicón era también el hogar de numerosas ninfas, como las libétridas, que tenían allí una cueva consagrada. También fue el lugar donde pacía el caballo alado Pegaso y donde estaba el sepulcro de Orfeo. Los tespios celebraban en el bosque sagrado del Helicón un festival anual en honor de las musas, y otro en el de Eros.
Una vez que las musas se enfrentaron a Las Piérides su canto fue tan hipnotizador que incluso el cielo, las estrellas, el mar y los ríos se detuvieron a escucharlo. Extasiado por tal belleza, Helicón fue creciendo más y más hasta que Poseidón se dio cuenta y ordenó a Pegaso que lo detuviera golpeando con su pezuña la cima de la montaña.
En una ocasión participó en un concurso de canto frente al monte Citerón, próximo a él. El canto de Citerón versaba sobre cómo Zeus había sido escondido para protegerlo de su padre, y recibió la mayoría de los votos de los dioses que formaban el jurado, así como sus bendiciones. Enfurecido por su derrota, Helicón arrancó una roca de la montaña, haciéndola retumbar, y quejándose lastimosamente la golpeó resquebrajándola en cientos de piedras, lo que explicaría la orografía de la zona.

## El río Helicón
También se denominaba Helicón a un río que nacía en el monte Olimpo y atravesaba Pieria, y a su correspondiente dios fluvial. Tras recorrer setenta y cinco estadios, el río desaparecía bajo tierra, volviendo a emerger más adelante, pero esta vez con el nombre de Bafiras para desembocar en el Egeo, junto a la ciudad de Díon. Los habitantes de ésta afirmaban que el río se sumergió en la tierra para que las asesinas de Orfeo no lavasen las manchas de sangre y se purificasen en sus aguas, pues no quería ser cómplice de este trágico asesinato. Helicón (o Bafiras) fue el padre de las náyades piéridas, que habitaban en el monte del mismo nombre.